# میکروفتالمی
خُردچشمی یا میکروفتالمی (به یونانی: mikros μικρός = کوچک و خُرد؛ ophthalmos ὀφθαλμός = چشم) که میکروفتالموس هم نامیده می‌شود، یک اختلال رشد در چشم است که در آن یک چشم یا هر دو چشم به‌طور غیرطبیعی کوچک‌تر و دارای ناهنجاری‌های کالبدشناختی هستند. 
خردچشمی وضعیتی متمایز از بی‌چشمی (آنوفتالمی) و ریزچشمی (نانوفتالمی) است. ریزچشمی اگرچه برخی اوقات «خُردچشمی ساده» نامیده می‌شود، وضعیتی است که در آن اندازه چشم کوچک است اما هیچگونه تغییر کالبدشناختی در آن وجود ندارد.

## نمودهای بالینی
خردچشمی یک اختلال مادرزادی است که در آن کرهٔ چشم به‌طور غیرمعمول کوچک‌تر و از نظر ساختاری نامنظم است. از آنجا که محور چشم انسان بالغ به‌طور متوسط حدود ۲۳/۸ میلی‌متر طول دارد، میکروفتالمی در بزرگسالان بر اساس طول محور کمتر از ۲۱ میلی‌متر تشخیص داده می‌شود.همچنین در نوزادان مبتلا، قطر قرنیه حدود ۱۰/۵–۹ میلی‌متر و در بزرگسالان حدود ۱۲–۱۰/۵ میلی‌متر است. وجود یک چشم کوچک در حدقه می‌تواند یک اتفاق طبیعی باشد اما در بسیاری از موارد آتیپیک و منجر به اختلال در بینایی است. احتمال وقوع این بیماری در نوزادان در حدود ۱ نوزاد در ۱۰۰۰۰ است و در حدود ۱۱–۳ درصد از کودکان نابینا را نیز شامل میِشود.

## علل
خردچشمی در نوزادان گاهی اوقات با ناهنجاری‌های جنینی ناشی از الکل یا عفونت در دوران بارداری، به ویژه ویروس هرپس سیمپلکس، سرخجه و سیتومگالوویروس (CMV) همراه است، اما شواهد قطعی در این موارد در دست نیست. علل ژنتیکی خردچشمی شامل اختلالات کروموزومی (تریزومی ۱۳ یا سندرم پاتو)، سندرم تریپلویید، MCOPS12 و سندرم ولف- هرشهورن) یا ناهنجاری‌های مندلی که ممکن است به صورت اتوزومی غالب، اتوزومی مغلوب یا X linked باشد. ژن‌های زیر در خردچشمی نقش دارند که بسیاری از آنها از عوامل ترانسکری‍پشن و تنظیم‌کننده هستند:
| نماد HGNC    | شرح                                     | OMIM                  | تایپ کنید |
| ------------ | --------------------------------------- | --------------------- | --------- |
| BCOR         | کورپروسسور BCL6                         | OMIM 300166           | MCOPS2    |
| BMP4         | باعث تشکیل غضروف و استخوان می‌شود        | OMIM 607932           | MCOPS6    |
| CRYBA4       | کریستالین، بتا A4                       |                       |           |
| FOXE3        | فورک‌هد E3                               |                       |           |
| GDF3         | عامل تمایز رشد ۳                        |                       |           |
| GDF6         | عامل تمایز رشد ۶                        |                       |           |
| MITF         | فاکتور رونویسی مرتبط با میکروفتالمی     |                       |           |
| MCOPS12      | میکروفتالمی، سندرم 12 (MCOPS12)         |                       |           |
| OTX2         | هومئوباکس ارتودنتیکل ۲                  |                       |           |
| PAX6         | جعبه جفت شده ۶                          |                       |           |
| PITX3        | فاکتور رونویسی homeodomain مانند زوج ۳  |                       |           |
| RAX          | شبکیه چشم و Homeobox آنتریور نورال فولد |                       |           |
| SHH          | هج‌هاگ سونیک همولوگ                      |                       |           |
| SIX6         | شش Homeobox 6                           |                       |           |
| SOX2         | SRY (منطقه تعیین‌کننده جنسیت Y)-جعبه ۲   | OMIM 206900           | MCOPS3    |
| VSX1         | سیستم بصری homeobox 1 VSX1              | Homeobox سیستم بصری ۱ |           |
| RAB18        | پروتئین مربوط به Ras 18                 |                       |           |
| VSX2 (CHX10) | سیستم دیداری homeobox 2                 |                       |           |

چگونگی منتج شدن ساختار این ژن‌ها در اختلال چشمی ناشناخته است، اما تصور می‌شود که بر خلاف آنوفتالمی (عدم وجود کره چشم)، مداخله در روند رشد چشم پس از تولد روی دهد، که با آنوفتالمی که ممکن است در مراحل اولیهٔ رشد جنین ایجاد شود، متفاوت است. در تعداد قابل توجهی از موارد (۱۵–۱۰ درصد) SOX2 دخیل بوده‌است و در بسیاری از موارد دیگر عدم تشکیل عدسی چشم اغلب منجر به میکروفتالمی می‌شود. فاکتور رونویسی مرتبط با میکروفتالمی (MITF) واقع در کروموزوم 14q32 با یک نوع خردچشمی جدا شده (MCOP1) مرتبط است. در پستانداران عدم بروز عامل رونویسی MITF (عامل رونویسی مرتبط با میکروفتالمی)، در شبکیه رنگدانه‌دار مانع تمایز کامل این ساختار می‌شود. این به نوبهٔ خود باعث ایجاد ناهنجاری شکاف کوروئید در چشم و منجر به تخلیهٔ مایع زجاجیه می‌شود. بدون این مایع، چشم بزرگ نمی‌شود، بنا بر این به نام میکروفتالمی نامیده می‌شود. ژن کد کنندهٔ عامل رونویسی مرتبط با میکروفتالمی (MITF) یکی از اعضای مارپیچ-حلقه-مارپیچ قلیایی (bHLH-ZIP) است. سندرم واردنبورگ نوع ۲ (WS نوع ۲) در انسان نیز نوعی سندرم میکروفتالمی است. تصور می‌شود که جهش در ژن MITF عامل ایجاد این سندرم است. ژن MITF در انسان همولوگ با ژن MITF در موشها است (که به miی موش یا ژن خردچشمی هم شناخته می‌شود)؛ موش‌هایی که دارای نوع جهش‌یافتهٔ این ژن هستند در پوست پشمی خود رنگدانه‌های کمی دارند. شناسایی ژنتیک WS نوع ۲ مرهون مشاهدات وسیعِ فنوتیپ موش‌های با MITF جهش یافته‌است.

## تشخیص

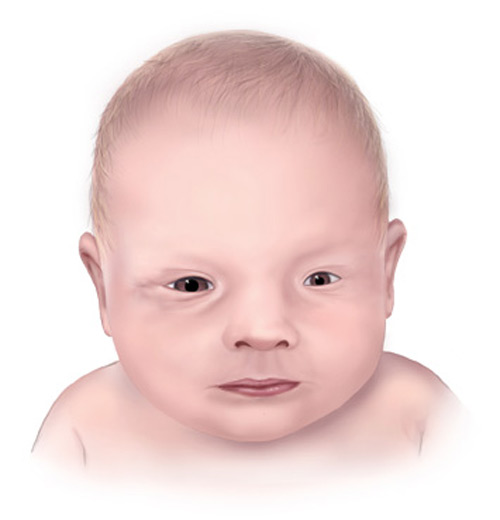
تصویرسازی نوزاد مبتلا به خردچشمی

میکروفتالمی اغلب بلافاصله پس از تولد تشخیص داده می‌شود. تشخیص اولیه معمولاً پس از بررسی چشم‌ها از طریق پلکها انجام می‌شود. برای تشخیص این بیماری علاوه بر معاینات بینایی، اندازه‌گیری قرنیه نیز انجام می‌شود.سونوگرافی نیز برای تعیین زیر متوسط بودن طول محور چشم از نظر بالینی (یعنی دست کم ۲ انحراف معیار زیر میانگین بر اساس سن) به کار می‌رود.
هنگامی که میکروفتالمی تشخیص داده شد، بیمار باید در اسرع وقت به متخصص چشم مراجعه کند. برای چشم پزشک مهم است که معاینه کامل را ظرف ۲ هفته پس از تولد انجام دهد. چشم پزشک تشخیص اولیه را تأیید می‌کند و علائم دیگر ناهنجاری‌ها را در هر دو چشم جستجو می‌کند. این ناهنجاریها ممکن است شامل کلوبوم، هیپوپلازی عصب بینایی، دیستروفی شبکیه و آب مروارید باشد. سونوگرافی هم ممکن است برای تشخیص هر گونه مشکل داخل چشمی که در غیر این صورت قابل مشاهده نیست به کار رود. این امکان وجود دارد که افراد مبتلا به میکروفتالمی اندک بینایی در چشم (های) آسیب دیده داشته باشند. به همین دلیل، دید نوزادان مبتلا به میکروفتالمی حتی در موارد بسیار شدید باید در همان روزهای اولیه ارزیابی شود. معمولاً برای ارزیابی حدت بینایی در کودکان از تست‌های الکترودیاگنوزیس بینایی استفاده می‌شود.

## درمان
خردچشمی درمان‌پذیر نیست. اما گزینه‌هایی برای مدیریت بیماری و درمان علائم مرتبط با آن وجود دارد. هنگامی که چشم (های) آسیب دیده توانایی برخی عملکردهای بصری را نشان می‌دهند، می‌توان بینایی بیمار را (بعضاً تا حد مطلوب) با عدسی هم‌گرا بهبود بخشید، زیرا یک چشم کوچک معمولاً دوربین است. هنگامی که یکی از چشم‌ها مبتلا نشده‌است، باید مراقب بود تا از چشم سالم «خوب» محافظت کرد تا بینایی آن حفظ شود. برای محافظت چشم در این موارد یک طرفه، می‌توان از عینک استفاده کرد.
یکی از جنبه‌های کلیدی در مدیریت این بیماری، در نظر گرفتن حجم کوچک چشم است. اندازهٔ کوچک حدقه که مشخصهٔ میکروفتالمی است می‌تواند بر رشد و شکل گرفتن ساختار صورت پس از تولد تأثیر بگذارد. در نتیجه میکروفتالمی می‌تواند باعث عدم تقارن دو نیمهٔ صورت شود. این احتمال برای افرادی که به میکروفتالمی یک طرفه مبتلا هستند اهمیت خاصی دارد. به خاطر داشتن یک چشم به اندازهٔ معمولی، عدم تقارن صورت اغلب با افزایش سن بسیار شدیدتر خود را نشان می‌دهد. طول محور کمتر از ۱۶ میلی‌متر، نشان می‌دهد که رشد چشم مبتلا به میکروفتالمی کافی نخواهد بود و مداخله برای کاهش میزان عدم تقارن در صورت ضروری خواهد بود.
به حداقل رساندن عدم تقارن صورت از نظر زیبایی و ساختاری اهمیت دارد. به منظور رفع اختلاف اندازهٔ چشم (های) آسیب دیده، مهم است که ابتدا از همان روزهای اولیه حدقه را بزرگ‌تر کنیم. صورت کودک تقریباً در ۲ سالگی به ۷۰٪ اندازه بزرگسالان و در حدود ۵/۵ سالگی به ۹۰٪ اندازه بزرگسالان می‌رسد. علاوه بر این، تقارنی که توسط گسترش زود هنگام حدقه ایجاد شده باعث می‌شود تا در مراحل بعدی زندگی بهتر بتوان از پروتز استفاده کرد. به‌طور معمول، نوزاد در هفته‌های اول زندگی از کانفورمر یا پروتز رنگ‌نشده استفاده می‌کند. کانفورمر به صورت مکرر با یک پروتز کمی بزرگتر جایگزین می‌شود. این فرایند که در ۵ سال اول زندگی اتفاق می‌افتد، به تدریج حدقهٔ چشم را بزرگ می‌کند. گسترش حدقه با استفاده از ایمپلنت‌های بزرگتر یکی دیگر از راهبردهای مؤثر در میکروفتالمی است.
پس از گسترش حدقه، می‌توان از چشم مصنوعی رنگ‌شده برای زیبایی استفاده کرد. اگر چشم مبتلا به میکروفتالمی بینایی داشته باشد، فرد مبتلا می‌تواند از پوشیدن پروتز رنگ‌شده خودداری کند. برخی اوقات برای زیبایی می‌توان از لنز هم استفاده کرد مثل لنزهای مثبت که برای بزرگنمایی چشم میکروفتالمیک استفاده می‌شوند.

## همه‌گیرشناسی
یک پژوهش همه‌گیرشناسی گسترده در بارهٔ این ناهنجاری مادرزادی توسط دارماسنا و همکاران انجام شده‌است. آنها با استفاده از آمار بیمارستان ملی انگلیس، میزان ابتلای سالیانه بی‌چشمی، خردچشمی و ناهنجاری‌های مادرزادی حدقه/مجاری اشکی را از سال ۱۹۹۹ تا ۲۰۱۱ محاسبه کردند. بر اساس این مطالعه، بروز سالانهٔ خردچشمی مادرزادی در انگلستان در سال ۱۹۹۹، ۱۰/۸ (۱۳/۵–۸/۲) و در سال ۲۰۱۱، ۱۰/۰ (۱۲/۴–۷/۶) بود.